# Reichskanzler Adolf Hitler (Briefmarkenserie)

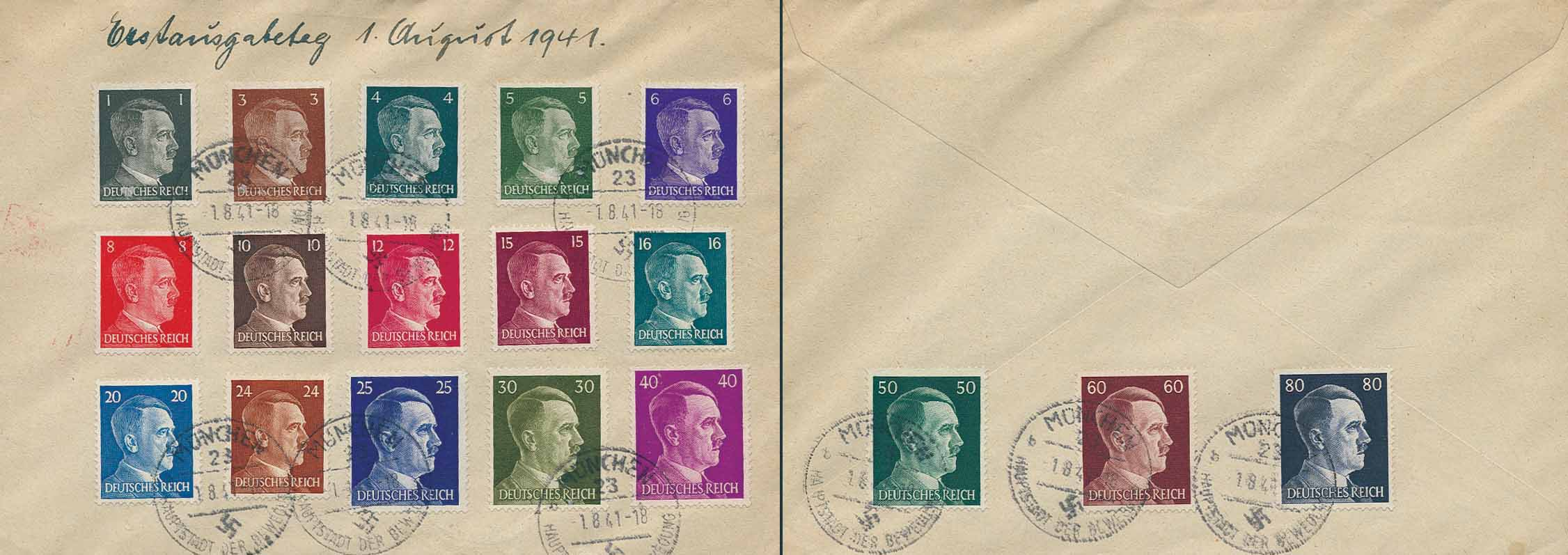
Ersttagsbrief vom 1. August 1941 mit allen 18 Werten. Stempel aus München, weitere Inschrift: Hauptstadt der Bewegung

Reichskanzler Adolf Hitler war eine Briefmarkendauerserie. Sie wurde von der Deutschen Reichspost ab dem 1. August 1941 zunächst mit Pfennigwerten herausgegeben und 1944 durch einen im aufwändigen Stichtiefdruckverfahren und mit der Inschrift „GROSSDEUTSCHES REICH“ ausgeführten 42-Pf.-Wert ergänzt.
Bereits 1942 war bei zwei Werten (10 und 12 Pfennig) das Druckverfahren geändert worden, um kriegsbedingt die Druckkosten zu reduzieren. Im selben Jahr kamen die vier Werte mit Nominalen von 1 bis 5 RM an die Schalter, bei diesen wurde dann 1944 die Zähnung verändert.
Diese Dauerserie war bis zur Kapitulation 1945 gültig. Während des Zweiten Weltkrieges gab es die Marken auch mit den jeweiligen Aufdrucken in den besetzten Gebieten. Neben der Dauerserie Hindenburg-Medaillon, die bereits seit 1932 gültig war, bot die Serie fast die einzige Möglichkeit, Postsendungen zum reinen Portowert zu versenden. Sondermarken wurden zwischenzeitlich nur noch als Zuschlagmarken mit einem erheblichen Aufschlag herausgegeben.
Die Marke diente den britischen und US-amerikanischen Streitkräften und deren Geheimdiensten als Vorlage für Propagandafälschungen. Zum Beispiel wurde der Schriftzug „Deutsches Reich“ in Futsches Reich geändert oder das Porträt von Hitler als Totenkopf dargestellt. Nach der Kapitulation und der Wiederaufnahme des Postverkehrs wurden die noch vorhandenen Marken von den alliierten Besatzungsmächten aus Materialmangel teilweise überdruckt und weiterbenutzt.

## Ausgabeanlass
Im Amtsblatt des Reichspostministeriums erschien in der Ausgabe Nr. 61 vom 1. Juli 1941 die Verfügung Nr. 353/1941, in der die neue Dauermarkenserie vorgestellt wurde:

„Die Postwertzeichen der Dauermarkenreihe werden künftig mit dem Kopfbild des Führers hergestellt und vom 1. August 1941 an bei allen Postämtern und Amtsstellen abgegeben. Außer den bisherigen Werten 1 bis 80 Reichspfennig sind Marken zu 16 und 24 Rpf vorgesehen. Später folgen noch die Werte zu 1, 2, 3 und 5 RM, deren Herausgabe und Einzelheiten besonders bekanntgegeben werden. Die frühere 100-Rpf-Marke wird nicht mehr hergestellt.
Den Entwurf der neuen Rpf-Werte hat Professor Richard Klein, München, nach einem Lichtbild des Reichsbildberichterstatters, Professor Heinrich Hoffmann, angefertigt. Diese Marken werden in der Reichsdruckerei in Berlin hergestellt. Für die Werte zu 1, 3, 4, 5, 6, 8, 10, 12, 15, 16, 20 und 24 Rpf ist die frühere Größe 21,5 × 25,5 mm beibehalten worden, während die Werte zu 25, 30, 40, 50, 60 und 80 Rpf die Größe 24,5 × 29,15 mm haben. Die Marken bis 8 Rpf sind in Buchdruck, die Werte von 10. bis 80 Rpf sind in Stahlstich gedruckt. Die Freimarken-Wertstempel für Postkarten usw. sind sämtlich in Buchdruck hergestellt worden. Für alle Marken wird jetzt Papier ohne  Wasserzeichen verwendet, und zwar für Buchdruckmarken gestrichenes, für Stahlstichmarken ungestrichenes.
Freimarkenheftchen erscheinen später.
Die Farben der Marken sind:
1 Rpf grau
3 hellbraun
4 stahlblau
5 grün
6 blauviolett
8 hellrot
10 schwarzbraun
12 dunkelrot
15 rotbraun
16 blaugrün
20 hellblau
24 gelbbraun
25 dunkelblau
30 olivgrün
40 rotviolett
50 schwarzgrün
60 dunkelbraun
80 schwarzblau
Abbildung einer 6-Rpf-Marke in ¾ natürlicher Größe auf der Vorseite.
Min-Z 2041-0“

## Bildrechte
Die Bildrechte an Hitlers Konterfei besaß Hitlers Fotograf Heinrich Hoffmann. Hitler partizipierte dadurch an dem Verkauf der Briefmarken und hatte erhebliche Geldeinnahmen.

## Motiv und Druckverfahren

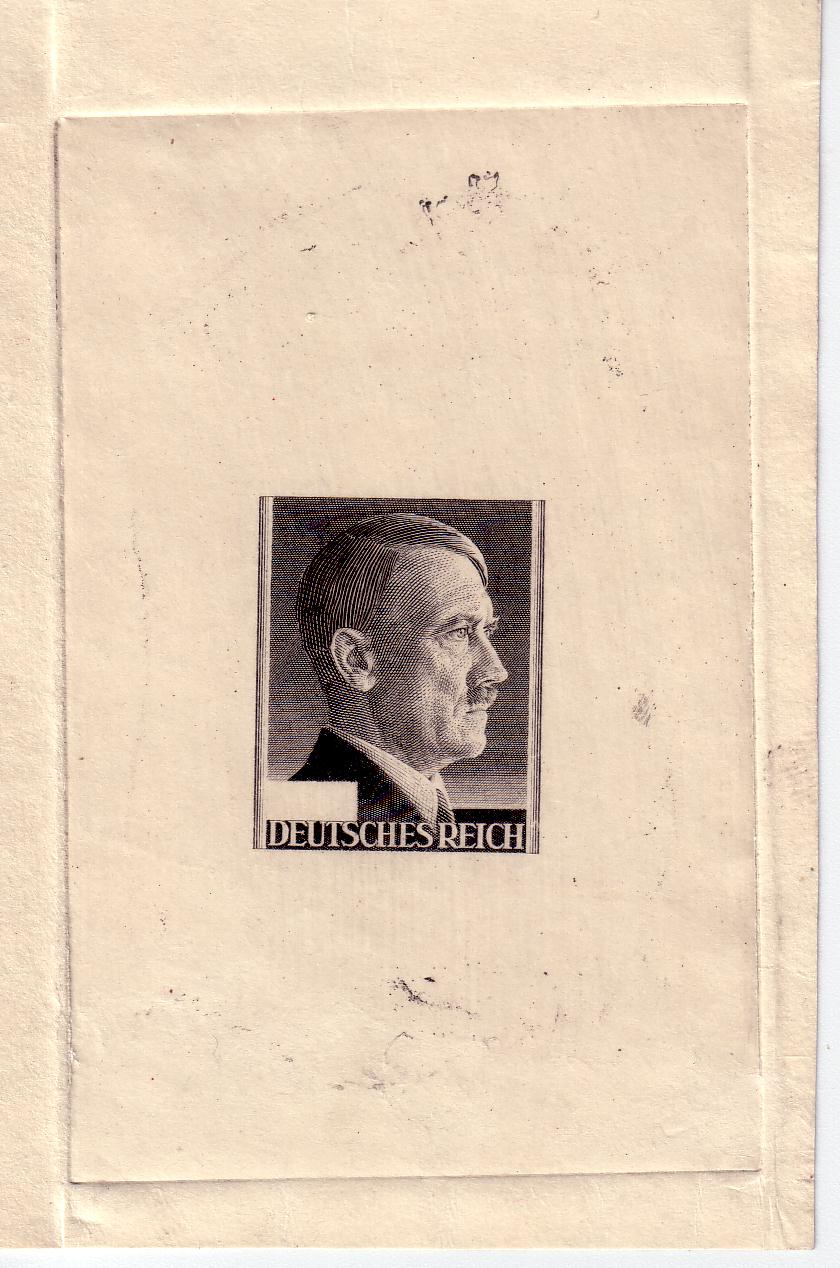
Bürstenabzug

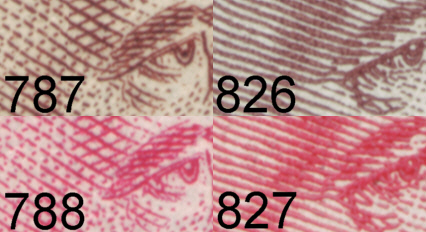
Vergleich zwischen:
Stichtiefdruck 787+788 und Buchdruck: 826+827

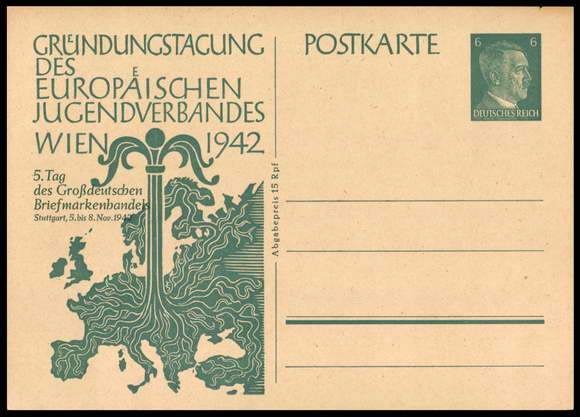
Sonderpostkarte: „Gründungstagung des europäischen Jugendverbandes Wien 1942“

Das Motiv war – mit marginalen Unterschieden ab den Reichsmarkwerten – auf allen 23 Marken gleich und zeigte die rechte Gesichtshälfte Adolf Hitlers im Profil. Des Weiteren sind der Haarscheitel, der helle Hemdkragen, die Krawatte sowie ein dunkler Anzugskragen zu erkennen.
Der Entwurf für die Werte zwischen 1 und 80 Pfennig stammte von Richard Klein und für die Werte ab 1 bis 5 Reichsmark von Wilhelm Dachauer, der Stich erfolgte von Ferdinand Lorber. Die Dauerserie wurde in zwei unterschiedlichen Druckverfahren hergestellt, im Buchdruck und im Stichtiefdruck. Die Werte hatten vier unterschiedliche Markengrößen, die mit dem steigenden Markenwert zunahmen.
Als Dauermarkenserie wurde diese auch auf Ganzsachen als Wertstempel für Bild- und Postkarten benutzt. Insgesamt sind 18 verschiedene Kartenvorlagen erschienen, davon drei Bildpostkarten mit 1098 verschiedenen Motiven und drei Sonderpostkarten.
Wie bereits für alle anderen Sonderpostwertzeichen, die Hitler seit 1937 zeigten, musste die Reichspost für die Abbildung Hitlers eine Abgeltung für die Rechte am eigenen Bild an ihn zahlen. Auf diese Idee wurde Hitler von Martin Bormann, dem Leibfotografen Heinrich Hoffmann und dem zuständigen Postminister Wilhelm Ohnesorge gebracht. Der Anteil am Umsatz war zwar gering, aber da Marken in allen Wertstufen erschienen, kamen Millionen für die von Bormann verwaltete Privatschatulle zusammen.
Während die vorangegangene Dauerserie mit Hindenburg-Medaillon Fraktur, d. h. eine „gotische“ bzw. gebrochene Schrift, als Schriftart hatte, wurde die Hitler-Dauerserie nun in Antiqua beschriftet. Am 3. Januar 1941 hatte Adolf Hitler entschieden, die „gotischen“ Schriften seien sämtlich zugunsten der „Normal-Schrift“ aufzugeben; „Normal-Schrift“ war damals der Name für die Schriftarten, die zuvor lateinische Schrift genannt wurden.

## Liste der Marken

### Deutsches Reich
Die meisten Marken der Serie (18 von 25) erschienen am 1. August 1941. Am 20. März 1942 folgten die vier Marken zu 1 bis 5 Reichsmark. Im Dezember 1942 erfolgte die Umstellung auf Buch- statt Stichtiefdruck bei den Werten zu 10 und 12 Reichspfennig. 1944 erschien die letzte Marke der Serie zu 42 Reichspfennig, die sich durch den Schriftzug Großdeutsches Reich von den anderen unterscheidet.
Die Auflistung erfolgt in aufsteigender Reihenfolge der Portowerte, bei gleichen Portowerten nach Ausgabedatum. Bei einigen Werten ist das genaue Ausgabedatum nicht bekannt (diese sind mit „?“ gekennzeichnet).
| Bild | Wert in Pfennig | Ausgabedatum     | Druckverfahren                                                                     | Besonderheiten | Michel-Nr. |
| ---- | --------------- | ---------------- | ---------------------------------------------------------------------------------- | --- | ---------- |
|      | 1               | 1. August 1941   | Buchdruck                                                                          | | 781        |
|      | 3               | 1. August 1941   | Buchdruck                                                                          | Diente als Vorlage für Propaganda-Fälschungen | 782        |
|      | 4               | 1. August 1941   | Buchdruck                                                                          | Diente als Vorlage für Propaganda-Fälschungen | 783        |
|      | 5               | 1. August 1941   | Buchdruck                                                                          | | 784        |
|      | 6               | 1. August 1941   | Buchdruck                                                                          | Diente als Vorlage für Propaganda-Fälschungen | 785        |
|      | 8               | 1. August 1941   | Buchdruck                                                                          | | 786        |
|      | 10              | 1. August 1941   | Stichtiefdruck                                                                     | | 787        |
|      | 10              | ?. Dezember 1942 | Buchdruck                                                                          | Ab Dezember 1942 Buch- statt Stichtiefdruck | 826        |
|      | 12              | 1. August 1941   | Stichtiefdruck                                                                     | Diente als Vorlage für Propaganda-Fälschungen, teilweise auch den Kopf durch einen Totenkopf ersetzt und den Schriftzug auf Futsches Reich geändert. | 788        |
|      | 12              | ?. Dezember 1942 | Buchdruck                                                                          | Jetzt Buch- statt Stichtiefdruck | 827        |
|      | 15              | 1. August 1941   | Stichtiefdruck                                                                     | | 789        |
|      | 16              | 1. August 1941   | Stichtiefdruck                                                                     | | 790        |
|      | 20              | 1. August 1941   | Stichtiefdruck                                                                     | | 791        |
|      | 24              | 1. August 1941   | Stichtiefdruck                                                                     | | 792        |
|      | 25              | 1. August 1941   | Stichtiefdruck                                                                     | | 793        |
|      | 30              | 1. August 1941   | Stichtiefdruck                                                                     | | 794        |
|      | 40              | 1. August 1941   | Stichtiefdruck                                                                     | Wurde ab dem 24. November 1944 mit dem Aufdruck ‚FELDPOST / 2 kg‘ als Zulassungsmarke für Feldpostpäckchen verwendet.                                | 795        |
|      | 42              | ?. ???? 1944     | Stichtiefdruck                                                                     | Letzte Briefmarke der Dauerserie Schriftzug: GROSSDEUTSCHES REICH                                                                                    | A795       |
|      | 50              | 1. August 1941   | Stichtiefdruck                                                                     | | 796        |
|      | 60              | 1. August 1941   | Stichtiefdruck                                                                     | | 797        |
|      | 80              | 1. August 1941   | Stichtiefdruck                                                                     | | 798        |
|      | 1 RM            | 20. März 1942    | Stichtiefdruck 1942: Perfix-Zähnung Linienzähnung 12½ 1944: gezähnt Kammzähnung 14 | | 799        |
|      | 2 RM            | 20. März 1942    | Stichtiefdruck 1942: Perfix-Zähnung Linienzähnung 12½ 1944: gezähnt Kammzähnung 14 | | 800        |
|      | 3 RM            | 20. März 1942    | Stichtiefdruck 1942: Perfix-Zähnung Linienzähnung 12½ 1944: gezähnt Kammzähnung 14 | | 801        |
|      | 5 RM            | 20. März 1942    | Stichtiefdruck 1942: Perfix-Zähnung Linienzähnung 12½ 1944: gezähnt Kammzähnung 14 | | 802        |

### Briefmarkenheftchen

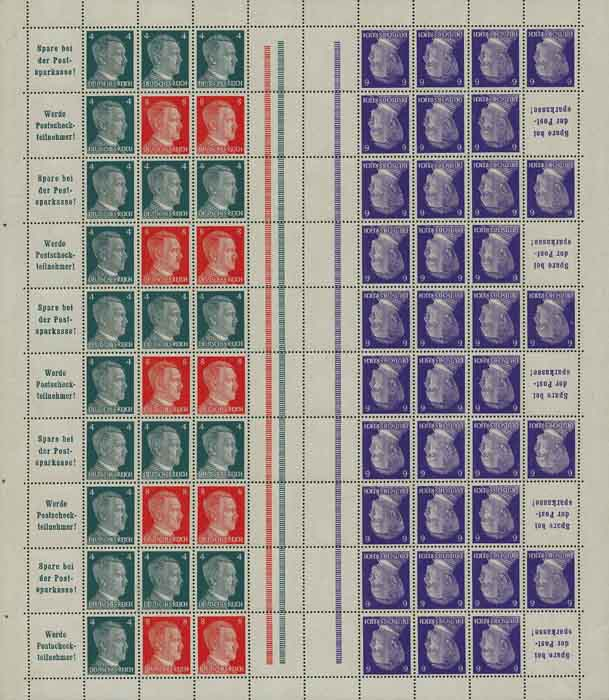
Kompletter Markenheftbogen 70, aus dem die Markenheftblätter 119 und 120 stammen

Ab Dezember 1941 wurde die Serie in den gängigsten Werten für Postkarten und Briefe in zwei unterschiedlichen Briefmarkenheftchen herausgegeben. Beide hatten jeweils fünf Markenheftchenblätter und einen Nominalwert von 2 Reichsmark.
Hinweis: Die folgenden Nummern beziehen sich auf die jeweilige Michel-Nummer.
- Markenheft 48 enthält folgende Markenheftchenblätter: 117, 118, 119, 120 und 122
- Markenheft 49 enthält folgende Markenheftchenblätter: 117, 118, 119, 121 und 122

Die Markenheftchen enthielten je drei verschiedene Reklametexte auf der zweiten Deckelseite: Radiergummi, Zeichenstift, Kopierstift.
Außerdem gab es Eigenwerbung für Postprodukte oder Aufforderungen:
- Spare bei / der Post- / sparkasse!
- Werde / Postscheck- / teilnehmer!
- Glückwünsche / durch / Schmuckblatt- / telegramme!
- Unterstützt / das Deutsche / Rote Kreuz!
- Tretet / in die / NSV ein!

### Ganzsachen
Als Dauermarkenserie wurde diese auch auf Ganzsachen als Wertstempel für Bild- und Postkarten benutzt. Insgesamt sind 18 verschiedene Kartenvorlagen erschienen, davon drei Bildpostkarten mit 1098 verschiedenen Motiven und drei Sonderpostkarten. Des Weiteren gab es noch eine Rohrpost-Karte.
| Bild | Wert in Pfennig | Ausgabedatum       | Ganzsachenart                      | Druckverfahren                                           | Besonderheiten | Michel-Nr. |
| ---- | --------------- | ------------------ | ---------------------------------- | -------------------------------------------------------- | --- | ---------- |
|      | 5               | 1. August 1941     | Postkarte                          | Vordruck in Antiqua Absendervermerk dreizeilig Buchdruck | | P 298      |
|      | 6               | 1. August 1941     | Postkarte                          | wie P298                                                 | | P 299      |
|      | 15              | 1. August 1941     | Postkarte                          | wie P298                                                 | | P 300      |
|      | 5/5             | 1. August 1941     | Postkarte mit Antwortkarte         | wie P298                                                 | | P 301      |
|      | 6/6             | 1. August 1941     | Postkarte mit Antwortkarte         | wie P298                                                 | | P 302      |
|      | 15/15           | 1. August 1941     | Postkarte mit Antwortkarte         | wie P298                                                 | | P 303      |
|      | 6               | > 1. August 1941   | Bildpostkarte                      | Vordruck in Antiqua Berliner Druck Rastertiefdruck       | 72 verschiedene Motive | P 304      |
|      | 6               | > 1. August 1941   | Bildpostkarte                      | Vordruck in Antiqua Wiener Druck Rastertiefdruck         | 375 verschiedene Motive | P 305      |
|      | 3               | 3. Oktober 1941    | Sonderkarte                        |                                                          | 6. Reichsbundestag des Reichsbundes der Philatelisten. Wertstempel im Lorbeerkranz. Linkes Bild zeigt die Marke mit der Michel-Nr. 662 | P 306      |
|      | 6               | 1942               | Bildpostkarte                      |                                                          | 651 verschiedene Motive, Unter dem Wort Postkarte noch der Vermerk: Nur im Inland zugelassen                                           | P 307      |
|      | 3               | 11. Januar 1942    | Sonderkarte zum Tag der Briefmarke |                                                          | Vier verschiedene Motive Afrikakorps Deutsche Feldpost Kriegsmarine Organisation Todt                                                  | P 308      |
|      | 6               | 12. September 1942 | Sonderkarte                        |                                                          | Gründungstagung des europäischen Jugendverbandes in Wien 1942                                                                          | P 309      |
|      | 6               | 5. November 1942   | Sonderkarte                        |                                                          | wie P 309 zusätzlich: 5. Tag des Großdeutschen Briefmarkenhandels Stuttgart 5. bis 8. November 1942                                    | P 309 I    |
|      | 6/6             | 5. November 1942   | Postkarte mit Antwortkarte         | Buchdruck                                                | Karte für die in Deutschland beschäftigten Ostarbeiter. Dreisprachiger Vordruck auf Deutsch, Russisch und Ukrainisch                   | P 310      |
|      | 5               | 1943/1944          | Postkarte                          | Buchdruck                                                | mit Propagandavordruck links unten | P 311      |
|      | 6               | 1943/1944          | Postkarte                          | Buchdruck                                                | mit neun verschiedenen Propagandavordrucken links unten                                                                                | P 312      |
|      | 5               | 1944               | Postkarte                          | Buchdruck                                                | | P 313      |
|      | 6               | 1944               | Postkarte                          | Buchdruck                                                | | P 314      |
|      | 55              | Oktober 1941       | Rohrpostkarte                      | Vordruck in Antiqua Buchdruck                            | | RP 26      |

### Deutsche Besetzungsausgaben
In den besetzten Gebieten während des Zweiten Weltkrieges war die Marke auch mit den jeweiligen Aufdrucken erhältlich. Zu diesen gehörten das Reichskommissariat Ostland und das Reichskommissariat Ukraine ab November 1941. Im Kurland gab es für den zivilen Postverkehr kurz vor Kriegsende ebenfalls einen Aufdruck, da alle Landverbindungen abgeschnitten waren; hierzu wurden die Bestände der Feldpostleitstelle in Libau verwendet.
Im Generalgouvernement wurden Marken in gleicher Zeichnung wie bei den RM-Werten, jedoch in der Währung Złoty und mit dem zusätzlichen Schriftzug Generalgouvernement verwendet, ab dem 26. Oktober 1941 die Dauermarkenserie. Der Entwurf stammte ebenfalls von Wilhelm Dachauer.
Das Protektorat Böhmen und Mähren gab ab dem 1. Juli 1942 eine eigene Dauermarkenserie mit dem Porträt von Hitler in der Währung Kronen heraus. Hier wurde allerdings die linke Gesichtshälfte abgebildet. Der Entwurf stammt von Josef Sejpka, der Stich erfolgte durch Jaroslav Goldschmied.

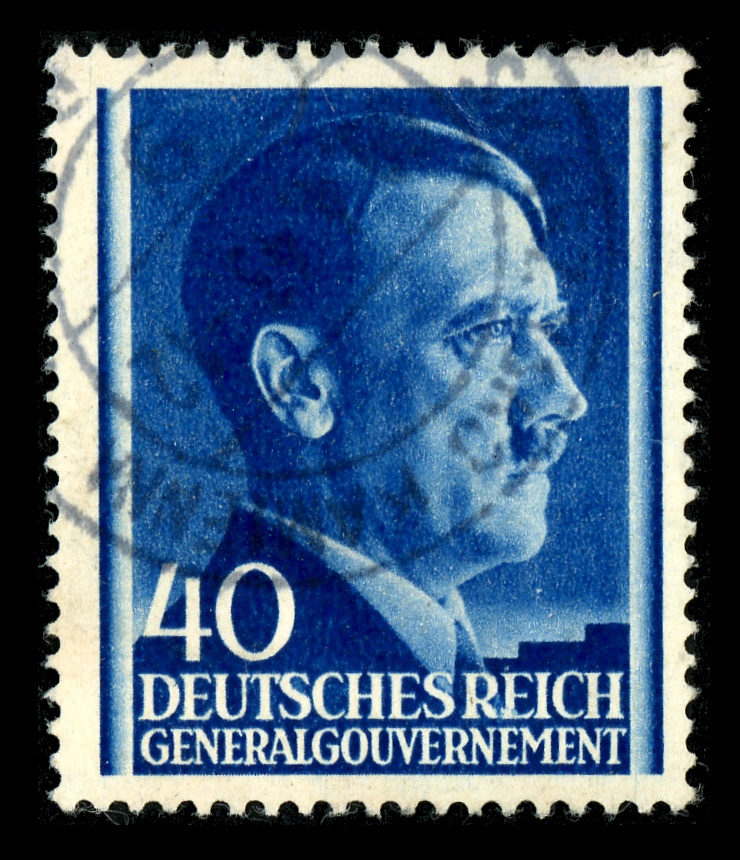
Eigenständige Serie im Generalgouvernement in gleicher Zeichnung
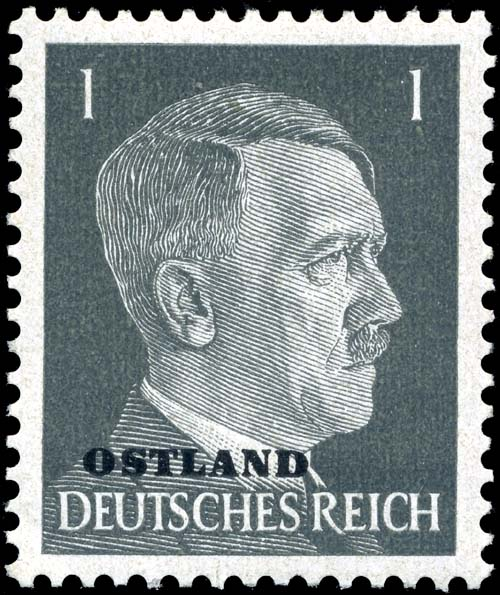
Ostland, ab 4. November 1941
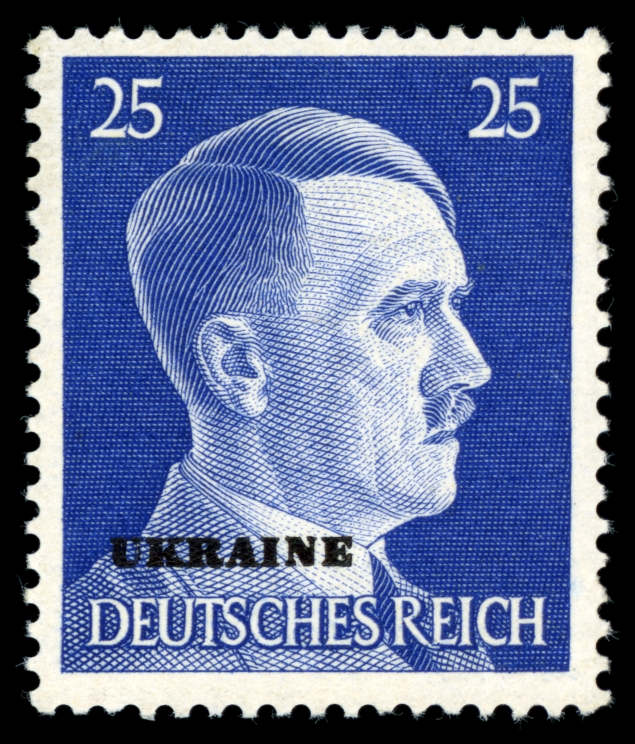
Ukraine ab 14. November 1941
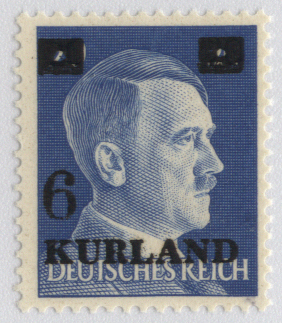
Kurland, ab 20. April 1945

### Feldpost

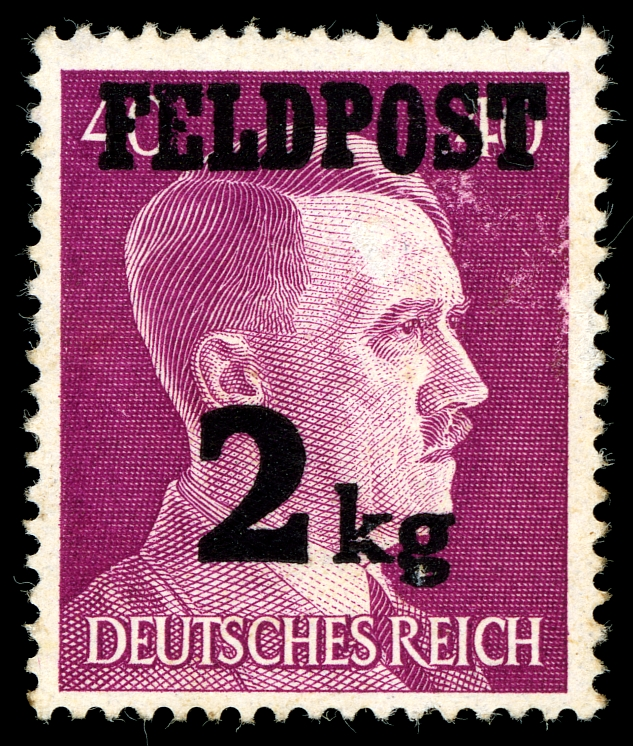
Michel-Nummer 3 Feldpost

Die Marke mit der Michel-Nummer 795 wurde mit einem zweizeiligen Aufdruck ‚FELDPOST / 2 kg‘ als Zulassungsmarke für Feldpostpäckchen bis 2 Kilogramm ab dem 24. November 1944 in einer einmaligen Aktion an Einheiten mit Feldpostnummern ausgegeben, nachdem der gesamte Feldpost-Päckchenverkehr über 100 Gramm kriegsbedingt schon eingestellt worden war.
Die Marken waren ausschließlich für Feldpostpäckchen mit Winterbekleidung von der Heimat an die Front bestimmt.

### Weiterverwendung nach Kriegsende

#### Lokalausgaben

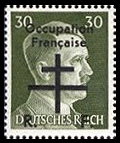
Die im Text (s. u.) erwähnte Ravensburger Briefmarke mit dem Lothringer Kreuz

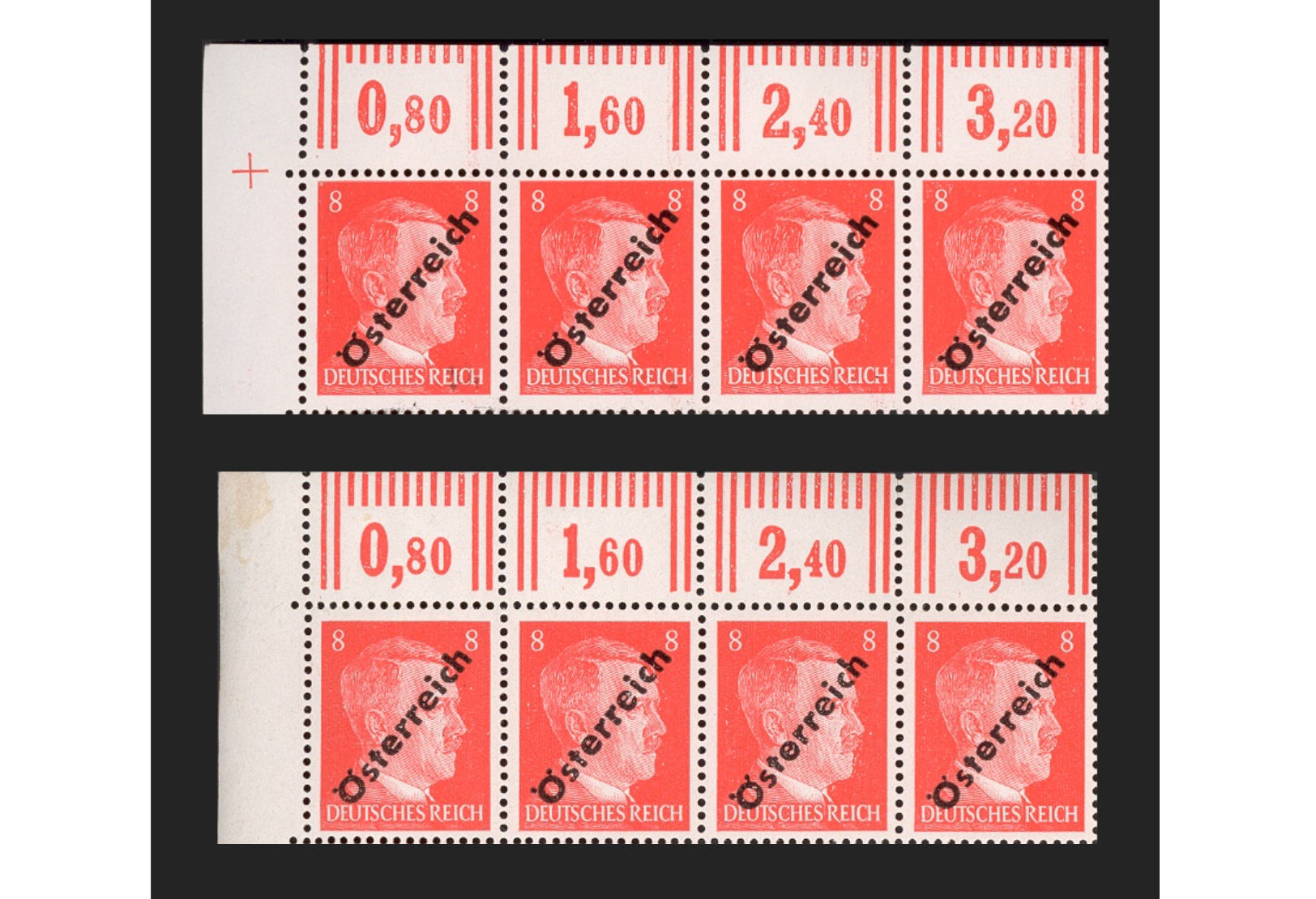
Zum einen Obere Bogenränder und zum anderen noch nicht retuschierte Aufdrucke in der ersten Zeile (2. Marke: kurzes r, 3. Marke kurzes t) sowie retuschierte Aufdrucke in der zweiten Zeile (2. Marke retuschiert, 3. Marke bei der Retusche übersehen).

Nach der Kapitulation und der Wiederaufnahme des Postverkehrs wurden wegen des Materialmangels teilweise die noch vorhandenen Marken sowohl in Deutschland als auch in Österreich von den Alliierten Besatzungsmächten überdruckt und weiterbenutzt. Bekannt sind solche lokalen Nachnutzungen aus:
- Bad Schmiedeberg ab 15. Juni bis Ende Juli 1945 (runder Gummistempelaufdruck in schwarzer oder blauer Farbe, mit einem Durchmesser von 18 bis 19 mm)
- Braunsbedra nur im Juli 1945 verwendet (runder Korkstempel oder formlos)
- Döbeln Mitte Juni bis 6. August 1945 (Buchdruckaufdruck eines Rechtecks aus Punktquadraten, darüber Ortsname, darunter das Datum ‚6.5.1945‘, das an den Einmarsch der russischen Truppen erinnert)
- Erkner ab 14. Mai 1945 bis 28. Mai 1945 bekannte Verwendung (runder schwarzer Korkstempel)
- Finsterwalde Probedrucke vom 18. Juli 1945 bekannt
- Grabow ab Mai bis 27. Juli 1945
- Meißen ab 15. Juni bis 23. Juni 1945 (waagerechter Handstempelaufdruck ‚Deutschlands Verderber‘ in verschiedenen Farben)
- Netzschkau-Reichenbach ab 25. Juli bis 8. August 1945
- Perleberg ab 11. Juni bis 26. Juni 1945
- Rothenburg (über Könnern) zwischen 14. und 18. Juli 1945 (runde bis ovale Schwärzung mit Tinte oder Kopierstift)
- Schwarzenberg Mai bis Juni 1945
- Wittenberg Lutherstadt Mai bis 14. August 1945
- Auch in Österreich wurden die Marken in unterschiedlichsten Arten für den Ortspostverkehr in Wien (ab 2. Mai 1945) und für den Postverkehr zwischen Wien und Niederösterreich (ab 18. Mai) überdruckt. Ab 4. Juni musste nach einer Verfügung der Besatzungsmacht ein weiterer Aufdruck angebracht werden, der das Porträt von Hitler unkenntlich machte; den dazu erforderlichen Zusatzstempel hatte sich jedes Postamt aus geeignetem Material selbst zu beschaffen (meist wurde hierfür ein Korken verwendet).[7] Ab dem 21. Juni wurden die Marken direkt mit einem Gitter-Aufdruck bestehend aus 13 bis 15 Linien versehen. Diese Marken waren bis zum 27. Juni 1945 gültig. Bei den Grazer Lokalausgaben für das von der Roten Armee vorübergehend besetzte Gebiet der Steiermark wurden die Marken mit einem senkrechten Aufdruck 'Österreich’ zwischen je drei Linien ab dem 22. Mai bzw. 9. Juni bis zum 2. Juli 1945 herausgegeben.

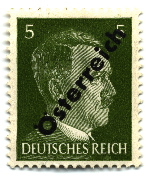
Nur Schriftzug „Österreich“ (Gültigkeitsdauer: 2. Mai bis 27. Juni 1945)
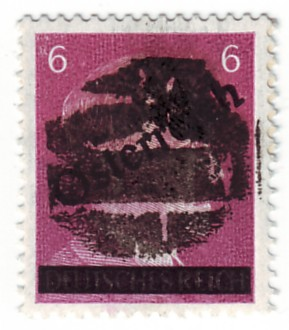
wie vor, nur noch zusätzlich mit Korkstempel, damit man das Gesicht überhaupt nicht mehr erkennt
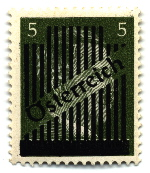
Zusätzlich mit Linien bzw. Gitter-Aufdruck (21./25. Juni bis 27. Juni 1945)
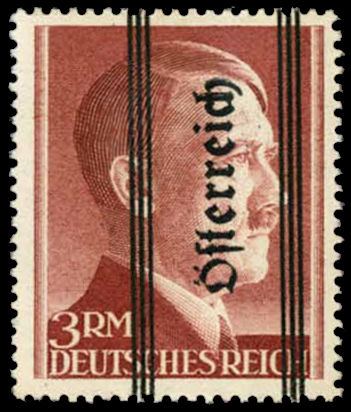
Grazer Ausgabe

#### Nichtamtliche Ausgaben bzw. Privaterzeugnisse
In einigen Städten sind ebenfalls Marken erschienen; diese waren aber keine amtlichen Ausgaben und gelten als Privaterzeugnisse. Diese Produkte gelangten zum Teil auch auf echte Briefe.
- Bad Saarow (Mark) im Juli 1945
- Barsinghausen Mai 1945 (zwei oder drei Querbalken)
- In Ravensburg wurde auf Veranlassung der französischen Besatzungsmacht eine Briefmarkenserie hergestellt, aber nicht im deutschen Postverkehr verwendet (Lothringer Kreuz mit dem Text: RHIN / DANUBE / 1ere A.F. / 28.4.1945 / RAVENSBURG)

Gleiches gilt für verschiedene Orte in der Tschechoslowakei wie beispielsweise Aussig, Rumburg. Nach dem Waffenstillstand sind die zurückgebliebenen deutschen Marken der Hitlerkopf-Ausgabe von 1941 sowie Marken von Böhmen und Mähren mit Überdruck und Handstempelaufdrucken, Ortsnamen und Wappen, Jahreszahl 1945 in verschiedenen Ausführungen erschienen. Diese Lokalausgaben wurden nicht von der Zentralpostbehörde in Prag anerkannt und gelten als privates Erzeugnis. Echtgelaufene Briefe sind zufällig befördert worden. Bei einem Markenmangel war amtlich nur die Barfreimachung vorgeschrieben.

### Fälschungen zum Schaden der Post und zu Propaganda-Zwecken
Die Serie diente den britischen und US-amerikanischen Streitkräften bzw. deren Geheimdiensten als Vorlage für Fälschungen zum Schaden der Post und zu Propagandazwecken. Bei Fälschungen handelt es sich um Marken, die den Originalmarken ähnlich sind. Bei Propagandafälschungen änderte man bewusst das Motiv (Totenkopf) oder die Inschrift (Futsches Reich). Im Nachfolgenden wird nur auf die spezielle Nutzung der Hitlerserie eingegangen, weitere Fälschungen sind im Artikel Briefmarkenfälschung enthalten.

#### Fälschungen aus den Vereinigten Staaten
Die US-amerikanische Regierung erkannte das Potenzial von Kriegspost- und Propagandafälschungen während des Zweiten Weltkrieges. Zunächst begann sie mit der Fälschung der beiden postgültigen Freimarken zu 6 und 12 Reichspfennig des Deutschen Reichs. Die Fälschungen weichen in der Zähnung, im Papier sowie in der Gummierung stark von den Originalbriefmarken ab. Diese Fälschungen wurden im Herbst 1944 von einer US-amerikanischen Feldpostdruckerei des OSS im besetzten Rom hergestellt. Sie dienten dazu, beim Feind Verwirrung zu stiften: Sie wurden auf Briefe geklebt, mit gefälschten Poststempeln (Wien 8, Wien 40, Hannover 1) versehen und mittels Flugzeugen in der Operation Cornflakes über dem Süden des Deutschen Reiches abgeworfen. Vor allem in der Umgebung von Wien, der damals zweitgrößten Stadt im Deutschen Reich, wurden solche Briefe mit erfundenen Absendernamen, gefälschten Briefmarken und Stempeln gefunden. Die Briefe enthielten Propagandamaterial. Sogar ein ganzer Postsack mit diesen gefälschten Briefen wurde in Berlin zugestellt. Neben den gestempelten Kriegspostfälschungen existieren heute noch postfrische Stücke, da nicht alle der Briefe verbraucht wurden. Die gefälschten Marken wurden in einer anderen Bogengröße gedruckt als die Originalausgaben.

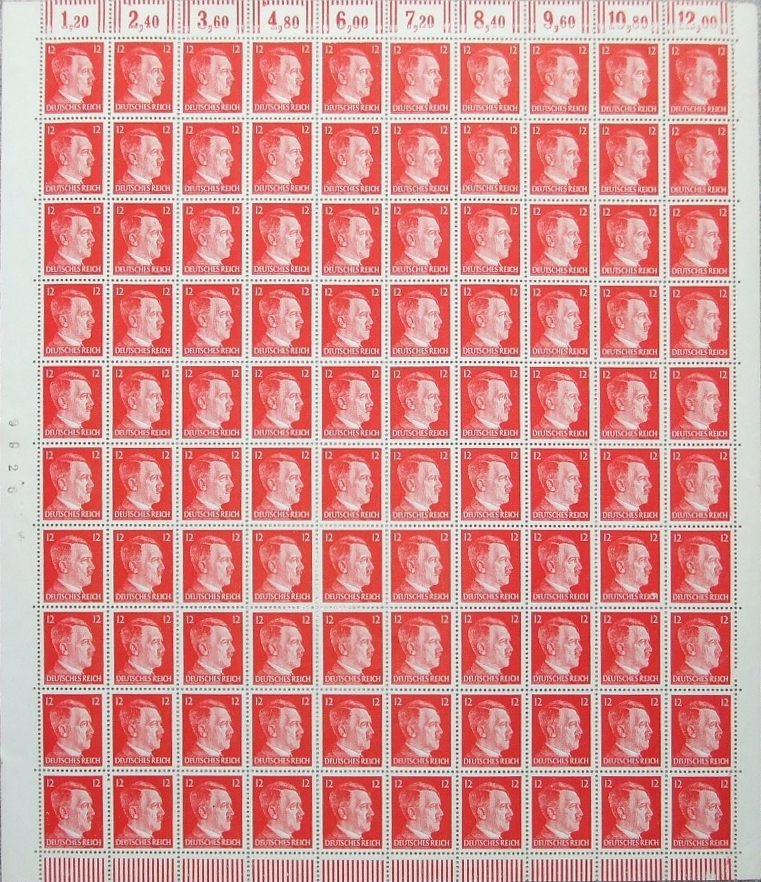
Originalbogen der 12-Pfennig-Ausgabe
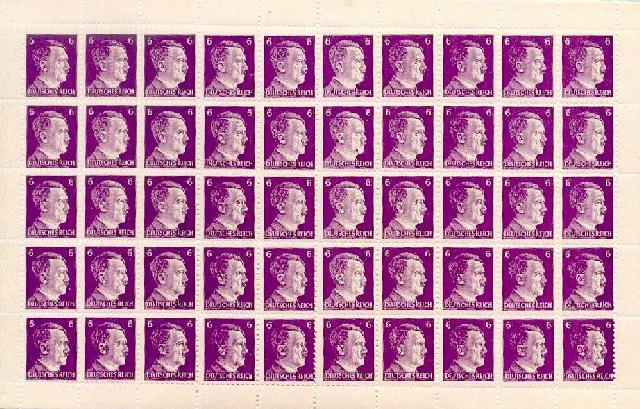
Gefälschter 6-Pfennig-Bogen
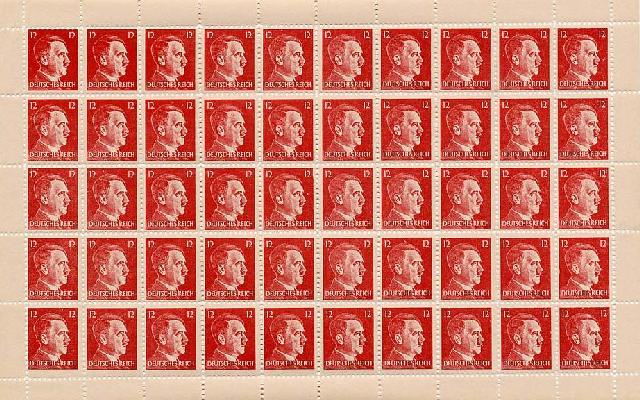
Gefälschter 12-Pfennig-Bogen
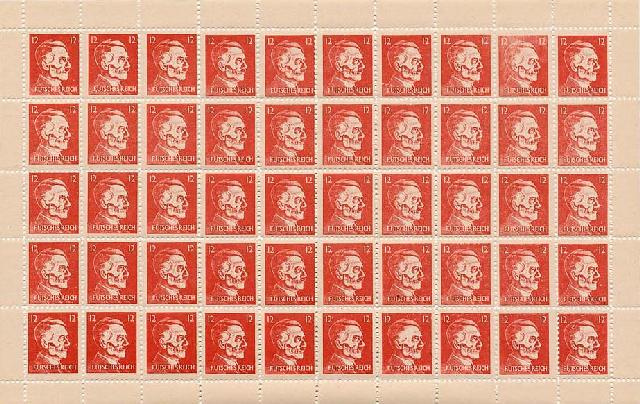
Gefälschter 12-Pfennig-Bogen mit Hitler als Totenkopf

Bald darauf gaben die US-Amerikaner die ersten Propagandafälschungen heraus. Als Vorlage diente ebenfalls die Freimarkenserie des Deutschen Reichs mit dem Porträt Hitlers.

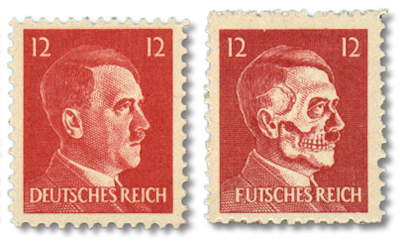
Links: echte Briefmarke, rechts: Propagandafälschung Futsches Reich

Beim karminroten 12-Reichspfennig-Wert wurde in das Gesicht Hitlers ein totenkopfähnliches Knochengerüst eingefügt. Die Inschrift wurde von „Deutsches Reich“ in „Futsches Reich“ abgeändert. Diese Propagandafälschung ist bislang noch nicht gestempelt bekannt geworden. Nach einem ähnlichen Prinzip wurde der Briefmarkenblock anlässlich Hitlers Geburtstag 1937 gefälscht. Auf den vier Markenbildern des Blocks, die ursprünglich Adolf Hitler zeigten, sieht man Hitlers Totenkopf über zahlreichen Gräbern. Die Wertangaben wurden durch kleine Galgen ersetzt. In die unteren Zeilen fügte man die Inschrift „Deutsches Reich 1944“ hinzu. Von diesen beiden Propagandafälschungen gibt es wiederum Fälschungen zum Schaden der Sammler.
Außerdem wurden Propagandafälschungen von Feldpostkarten hergestellt.

#### Fälschungen aus Großbritannien

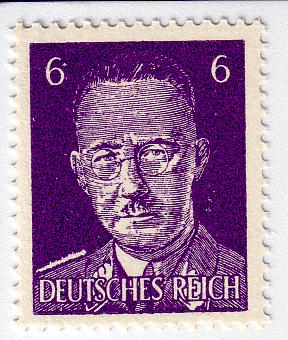
Freie Erfindung der Briten: Himmler statt Hitler

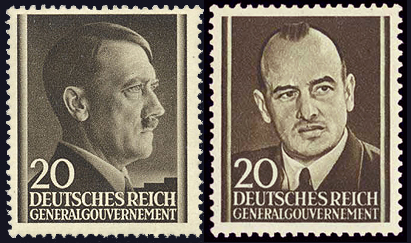
Links echte Hitlermarke aus dem Generalgouvernement. Rechts freie Erfindung der Briten, Abbildung zeigt den damaligen Gouverneur Hans Frank

Wie schon im Ersten Weltkrieg wurden auch im Zweiten Weltkrieg in Großbritannien Kriegspostfälschungen für das Deutsche Reich hergestellt. Nun wurden allerdings auch Propagandafälschungen angefertigt.
Von der Briefmarkenserie ‚Reichskanzler Adolf Hitler‘ wurden Marken auf vier verschiedene Karten geklebt und mit einem Text versehen. Es existieren keine gestempelten Stücke, dafür aber ungezähnte Probedrucke.
Die erste Propagandafälschung ging von der deutschen Hitler-Freimarkenserie aus und ersetzte Adolf Hitler durch Heinrich Himmler. Es gibt zwei deutlich verschiedene Varianten, von der ersten Type existieren jedoch ungezähnte Probedrucke. Echt gestempelt wurden noch keine Exemplare aufgefunden, alle bisher bekannten Belege sind eindeutig Fälschungen zum Schaden der Sammler.
Außerdem stellten die Briten eine Kriegspropagandafälschung der Hitler-Marke aus dem Generalgouvernement her. Die Marke zeigte statt Hitler Hans Frank. Die Marken wurden in England hergestellt und von der polnischen Untergrundbewegung mit Propagandaanschriften verwendet. Die meisten Briefe tragen echte Poststempel von 1943, aber meist nur aus Gefälligkeit. Eine echte Beförderung im Postverkehr ist bisher nicht bekannt.

## Hitler-Propagandavignetten
Bereits zur Reichstagswahl im März 1933 gab es Vignetten als Wahlpropaganda. Die Vignetten zeigten Hitler in einer Frontalaufnahme und der Bildunterschrift „Unsere Hoffnung“ und wurden in Heftchen zu 20 Stück für 20 Pfennig verkauft und besaßen keinen Frankaturwert. Die Druckbogen wurden bei „Markendruck Verlags-Anstalt Braunschweig“ hergestellt. Sie wurden meist neben die frankaturgültigen Briefmarken geklebt. Bekannt sind Verwendungen vom 1. Mai 1933 bis zum 25. Januar 1943.

## Philatelistische Bewertung

### Generelle Bewertung
Als Dauermarkenserie mit einer knapp vierjährigen Gültigkeit stellt die Serie im Normalfall keinen philatelistischen bzw. wertvollen Höhepunkt dar und ist vergleichsweise günstig in der jeweils billigsten Variante zu haben, die für eine Ländersammlung Deutsches Reich allerdings ausreichend ist. Motivsammler der Serie hingegen bewerten nicht nur jede einzelne Marke, sondern auch die entstandenen Abarten. Diese unterscheiden sich in dieser Serie durch andersfarbiges Papier (gelb und grün), fehlende Zähnung, fehlerhaften Druck „F“ oder durch ein nach einem kyrillischen „Б“ aussehenden „E“ bei „DEUTSCHES REICH“ („DFUTSCHES“ bzw. „DБUTSCHES“). Unbenutzte Marken zeigen Unterschiede in der Gummierung, auch dies wird beachtet. Für Sammler etwas wertvoller (mit Ausnahme der Standardwerte für Briefe und Karten) sind die Bestände, die sich noch auf kompletten Postsparkarten, Postlagerkarten, Briefumschlägen oder Ansichtskarten befinden. Ähnliches gilt auch für Ganzsachen, also amtliche Postkarten und Bildpostkarten, da hier im Normalfall Absendeort und -datum auf dem Poststempel zu erkennen sind.

### Bewertung in der DDR
Der Besitz dieser Marken war in der DDR nicht verboten. Wie alle Briefmarken des nationalsozialistischen Deutschen Reiches durften sie aber offiziell nicht gehandelt oder ausgestellt werden. Im Lipsia-Briefmarkenkatalog der DDR wurden sie weder abgebildet noch nummeriert:

„Da der deutschen Arbeiterklasse die einheitliche marxistische Führung fehlte und „die Bourgeoisie nicht mehr im Stande war, mit den alten Methoden des Parlamentarismus und der bürgerlichen Demokratie zu herrschen“ (Stalin), wurde am 30. Januar 1933 die offene faschistische Diktatur errichtet, durch die der räuberischste Imperialismus und der ungeheuerlichste Terror zur Macht kamen.

Da die Folgen der Hitlerzeit auch heute noch allzu spürbar sind, glauben wir der Zustimmung der fortschrittlichen Sammler gewiß zu sein, wenn wir von einer Katalogisierung der in dieser Zeit erschienenen Marken absehen. Somit entfallen die Nummern 470–910, die Dienstmarken 130–177, die Feldpostmarken und die deutschen Besatzungsausgaben während des zweiten Weltkrieges.“

In der DDR wickelte seit 1972 der VEB Philatelie Wermsdorf den Verkauf von Briefmarken vorwiegend für das Ausland ab und erwirtschaftete so jährlich Millionenbeträge. Der Betrieb unterstand seit Anfang 1986 der von Alexander Schalck-Golodkowski geleiteten Abteilung Kommerzielle Koordinierung des Ministeriums für Außenhandel der DDR. In das Ausland wurden vom Wermsdorfer Philateliebetrieb auch die sich in den Restbeständen der ehemaligen Reichsdruckerei befindlichen Adolf-Hitler-Freimarken und andere Ausgaben des Deutschen Reichs verkauft.